# Simon Møberg Torp
Simon Møberg Torp (født 16. marts 1972) har siden 1. maj 2013 været dekan for Det Humanistiske Fakultet ved Syddansk Universitet.
Simon Møberg Torp var inden ansættelsen som dekan leder af Institut for Marketing & Management ved Syddansk Universitet. Han har udgivet en række publikationer om kommunikation og markedsføring, og  modtog i 2008 en Best paper award for “Integrated Marketing Communication(s) or Integrated Communication(s)? When terminology matters” ved en førende konference inden for forskningsområdet.

## Ekstern kilde
- Om Simon Møberg Torp på Syddansk Universitets website Arkiveret 6. maj 2012 hos  Wayback Machine